# 維尤公園-溫莎丘陵 (加利福尼亞州)
維尤公園-溫莎丘陵（英語：View Park-Windsor Hills）是位於美國加利福尼亞州洛杉磯縣的一個人口普查指定地區。

## 地理
維尤公園-溫莎丘陵的座標為33°59′37″N 118°20′49″W / 33.99361°N 118.34694°W，而該地最高點為海拔高度102米（即335英尺）。

## 人口
根據2010年美國人口普查的數據，維尤公園-溫莎丘陵的面積為4.771平方千米，當中陸地面積為4.769平方千米，而水域面積為0.002平方千米。當地共有人口11075人，而人口密度為每平方千米2,321人。